# دره البحرین
دره البحرین (انگلیسی: Durrat Al Bahrain) سومین جزیره مصنوعی بزرگ بحرین با ۵ کیلومتر مربع مساحت و ۱۰۰۰ نفر جمعیت است.